# Derek Meddings
Derek Meddings (* 15. Januar 1931 in London, England; † 10. September 1995 ebenda) war ein britischer Spezialist für Spezialeffekte und Modelltrick.

## Leben und Werk
Meddings wurde im Londoner Stadtteil St Pancras geboren. Beide Eltern arbeiteten in der britischen Filmindustrie, der Vater als Zimmermann in den Denham Film Studios und seine Mutter als Assistentin von Sir Alexander Korda und Lichtdouble für Merle Oberon. Nach dem Besuch einer Kunstschule begann Derek Meddings ebenfalls in den Denham-Studios zu arbeiten, zunächst als Zeichner für Vorspänne. Später wirkte er im Department für Matte Paintings.
Nachdem er unter anderem für die Hammer-Films gearbeitet hatte, begann er 1957 zunächst als untergeordneter Assistent bei Gerry Anderson. Hier war Meddings als Entwickler der Spezialeffekte der Fernsehserie Thunderbirds (der sogenannten Supermarionation) verantwortlich und schuf sich sehr schnell einen guten Ruf als Special Effects-Künstler. In weiterer Folge zeichnete er bei Kommando Stingray (1964) erstmals leitend für die Spezialeffekte verantwortlich. Im deutschen Sprachraum dürfte vor allem die Fernsehserie UFO (1970) bekannt sein, für die Meddings die umfangreichen Tricksequenzen und futuristischen Flug- und Fahrzeuge schuf.
Nach dem Ausscheiden bei Andersons Produktionsfirma wirkte Meddings an der Produktion vieler James-Bond-Filme mit und bekam schließlich für Superman (1978) einen Oscar. Für einen weiteren Oscar für die zahlreichen Spezialeffekt-Sequenzen bei Moonraker war er ebenfalls nominiert, zog jedoch gegen Alien den kürzeren. 
Im September 1995 starb er nach Abschluss der Dreharbeiten zu GoldenEye an einem Krebsleiden. Im Abspann des Films wird daher seiner mit den Worten „to the memory of Derek Meddings“ erinnert. Meddings war zwei Mal verheiratet und hinterließ vier Söhne und eine Tochter.

## Filmografie (Auswahl)

### Spezialeffekte
- Fireball XL5 (1962)
- Kommando Stingray (1964/65)
- Thunderbirds (1964/66)
- Feuervögel startbereit (1966)
- Unfall im Weltraum (1969)
- UFO (1970/71)
- Leben und sterben lassen (1973)
- Caprona – Das vergessene Land (1975)
- Schlacht in den Wolken (1976)
- Der Spion, der mich liebte (1977)
- Superman – Der Film (1978)
- Moonraker (1979)
- Superman II (1980)
- Krull (1983)
- Supergirl (1984)
- Im Angesicht des Todes (1985)
- Spione wie wir (1985)
- Batman (1988)
- Die unendliche Geschichte II – Auf der Suche nach Phantasien (1991)
- Kap der Angst (1991)
- Die unendliche Geschichte III (1994)
- GoldenEye (1995)

### Als Schauspieler
- Spione wie wir (1985)